# Itajubá M954 Mosquetão
O Itajubá M954 Mosquetão é um fuzil de combate produzido pela IMBEL entre 1954 e 1964. A arma é um derivado do Gewehr 43, calibrado em 7,62X63mm. Foram fabricados 300 fuzis, destes, a Polícia Militar do Estado do Rio de Janeiro, ainda utiliza algumas unidades (desmuniciadas), para instrução e treinamento dos alunos, praças e oficiais em seus quartéis.

## História

### Antecedentes
Desde a Segunda Guerra Mundial, a intensa relação com  Exército Americano tinha moldado o Exército Brasileiro à imagem do norte-americano. As antigas doutrinas francesas, utilizadas pelas força militares brasileiras foram definitivamente abandonadas, e  a instrução era feita, em grande parte, por militares dos EUA, que ensinavam a seus colegas brasileiros as novas práticas desenvolvidas durante a Segunda Guerra Mundial e, logo depois, na Guerra da Coreia. Entretanto, certas práticas norte-americanas eram de difícil assimilação em um país pobre e pouco industrializado.
O armamento com que o Exército Brasileiro contava em seu inventário passou, em consequência da Segunda Guerra, por um notável salto tecnológico. Entretanto, em termos de armamento individual o principal item do exército em 1945 era o Fuzil Ordinário 08 (F.O-08), nada mais que o Mauser 1908, fabricado pela DWM Waffenfabrik para o Exército Brasileiro, no ano de 1908, esta arma utilizava ainda o calibre 7x57mm Mauser. Ainda havia outras armas, como a vz.24, a carabina FN-Mauser M1922, a Mauser Mod.1935, a carabina Itajubá M1908/34, entre outros. Todos estes fuzis eram em calibre 7x57mm Mauser, um calibre já obsoleto.
Quando a FEB chegou à Itália, o armamento que seus efetivos receberam era padronizado com o dos norte-americanos, de modo que a arma distribuída aos pracinhas foi o M1903 Springfield, uma versão americana do Mauser em calibre .30-06 (7,62X63 mm). Isso teve consequências duradouras: depois da guerra, boa parte do armamento de infantaria disponível para o Exército Brasileiro usava calibres norte-americanos. A BAR, o M1903 Springfield, M1 Garand e a Browning M1919, foram adotados pelo exército, eram todos em calibre .30-06, já a pistola Colt M1911 e a submetralhadora M1 Thompson usavam calibre .45 ACP. Essa munição passou a ser fabricada no país nos anos 50.
Em função dessa disponibilidade de armamento norte-americano, no final dos anos 40 houve uma tentativa de tornar o calibre .30-06 padrão das forças militares brasileiras. O resultado foi o Itajubá M1949, uma carabina baseada no M1908/34, porém em calibre .30-06, o M1949 foi distribuído em algumas unidades do exército, porém, o projeto não vingou. Nessa época, já era evidente a tendência mundial para a adoção de armas automáticas e semiautomáticas. O acaso então entrou no jogo – só não se pode dizer se contra ou a favor do Brasil.
Por sinal, o acaso começou a conspirar no segundo semestre de 1945, quando a FEB voltou ao Brasil. Embora a tropa brasileira tenha deixado para trás todo seu equipamento, pôde conservar certa quantidade de armamento alemão e italiano de diversos tipos, várias peças de equipamento de campanha de nossos adversários, os arquivos da FEB e alguns documentos alemães e italianos. O item mais numeroso trazido para o Brasil eram armas portáteis capturadas aos alemães e seus aliados. Não se sabe exatamente quantas vieram, mas calcula-se um número de alguns milhares. Muitos desses itens eram exemplares do que a Wehrmacht tinham de mais moderno, inclusive os submetralhadoras MP40, fuzis de assalto StG44, metralhadoras MG42 (conhecida pelos pracinhas como Lurdinha) e fuzis semiautomáticos Gewehr 43 (tanto o modelo da Mauser quanto o da Walther).

### O equivoco
As armas alemães foram examinadas pelas áreas técnicas do Exército e, em 1952, o arsenal de Itajubá recebeu ordens de fazer uma cópia do Gewehr 43(M) (modelo Mauser). O produto resultante, considerado por todos que o examinaram como de má qualidade, foi denominado M954 "Mosquetão". Era um G43(M) adaptado para usar o cartucho .30-06.
Não se sabe exatamente porque as autoridades locais resolveram que copiar o Gewehr 43(M) era uma boa ideia. Alguns pesquisadores especializados acreditam que dois fatores tenham se combinado para gerar o equívoco: a existência, em Itajubá, de máquinas-ferramentas de origem alemã, adquiridas em 1934, para a fabricação do M1908/34, um, e dois, o fato de que a patente do Gewehr 43 tinha perdido a validade, por ser este uma arma militar – as de armas civis e de polícia continuaram valendo. Outro fato relevante é que, embora faltasse M1 Garand, em função dessa arma ser utilizada pelos militares americanos na Guerra da Coreia, outras armas utilizadas na segunda guerra mundial, em calibre .30 foram generosamente distribuídas (devido a haver uma excessiva reserva na US Army): o BAR, a Browning M1919 e boa quantidade de fuzis M1903 Springfield. Assim, era natural que a tentativa de uma arma nacional visasse o cartucho .30-06 (cuja patente fora cedida ao Exército), e que essa arma tentasse adaptar um Mauser, com o qual os militares brasileiros tinham intimidade de mais de 40 anos.
O Exército Brasileiro chegou a adquirir um pequeno lote de fuzis (pouco mais de 300 armas), porém, após serem feitos os testes, a arma se mostrou problemática, temperamental e difícil de operar. O exército não adquiriu outro lote, visando o substituir em pouco tempo por fuzis SAFN-49, de fabricação belga (em calibre .30-06), porem, na época, as armas semiautomáticas já estavam sendo suplantadas por fuzis automáticos, então, em 1956, o exército escolheu o FN FAL, que foi posto em serviço em 1964, dando fim a curta carreira do M954 "Mosquetão" no exército.

## Características
A IMBEL tentou melhorar o projeto, reforçando o ferrolho da arma, melhorando a durabilidade do sistema de gás e acrescentou um botão de corte do sistema de gás para prover a  capacidade de lançar granadas de bocal. O cano teve sua ponta rosqueada, para prover a operação de quebra chamas e granadas de bocal. Foi usado um novo carregador, de 10 munições semelhante à  o utilizado no Browning Automatic Rifle, por me, com modificações. Além disso, o M954 utiliza a mesma coronha que o F.I. M1954 (versão melhorada do M1949).

## Utilizadores
- Brasil: O Exército Brasileiro adquiriu um lote de 300 rifles, distribuídos em algumas unidades da força.
- A Polícia Militar do Estado do Rio de Janeiro (PMERJ)